# Carcere di Tora
Il carcere di Tora (in arabo  سجن طرة‎?, Sijn Tura) è un istituto di detenzione egiziano per detenuti criminali e prigionieri politici, situato nell'omonima città di Tora, a sud del Cairo. Comprende quattro prigioni, un ospedale militare e due carceri di massima sicurezza di cui uno è noto come "Lo Scorpione" (in arabo سجن العقرب‎?, Sijn'al-'aqrab).

## Storia del penitenziario
Il carcere è stato fondato nel 1908 da Muṣṭafā al-Naḥḥās mentre era ministro degli interni, nel tentativo di alleviare il sovraffollamento della prigione di Abu Zaabal.
In passato, la prigione di Tora è stata spesso menzionata nei rapporti degli attivisti per i diritti umani e degli altri osservatori per le sue gravi disfunzioni e per gli abusi che vi sono stati perpetrati in complicità con la pratica delle extraordinary rendition della CIA sotto il governo di Ḥosnī Mubārak, mentre si reputa che attualmente il carcere sia utilizzato dal Mukhābarāt (i servizi segreti egiziani) come centro di detenzione e di tortura per i dissidenti del regime di ʿAbdel Fattāḥ al-Sīsī (perlopiù affiliati alla Fratellanza Musulmana).
Nel dicembre 2020 il Parlamento europeo ha definito "spaventose" le condizioni di detenzione in Egitto, ed ha chiesto di autorizzare un'organizzazione indipendente ad accedere al carcere di Tora per verificarne le condizioni, anche in relazione al sovraffollamento e alla pandemia di COVID-19.

## Detenuti di rilievo
- Shukrī Muṣṭafā (1965−1967)
- ʿAbd al-Ḥamīd Kishk (1981-1982)
- Fioravante "Gabriellino" Palestini (1983-2003)
- Muḥammad al-Ẓawāhirī (1999−?2011, 2013)
- Hassan Mustafa Osama Nasr (2003−?2007, torturato con scariche elettriche, percosse e stupri, vedi Caso Abu Omar)
- Blogger ʿAlāʾ ʿAbd al-Fattāḥ e dozzine di altri attivisti per i diritti civili (2014)
- ʿAlāʾ Mubārak e Gamāl Mubārak (2011-2015)
- Ahmad Nazif
- Khayrat al-Shater
- Muḥammad Badīʿ
- Moḥamed Morsī (2013-2019)
- Ḥosnī Mubārak (2012, condannato all'ergastolo, ma rilasciato nel 2013 dopo che un tribunale ha constatato che non vi erano motivi legali per la sua detenzione)
- Tarek Loubani e John Greyson, due cittadini Canadesi arrestati nelle proteste egiziane del 2013 e detenuti per 50 giorni senza accuse
- Ahmed Nagi, condannato il 20 febbraio 2016 dal tribunale del Cairo a due anni di detenzione per oltraggio al pudore, in seguito alla pubblicazione di un capitolo del suo romanzo Istikhdam al Hayat (Vita: istruzione per l'uso) sul periodico letterario egiziano Akhbar al Adab[5].
- Ezzat Ghoniem (2018[6], ancora detenuto)
- Shady Habash (2018-2020), deceduto in carcere[7].
- Patrick George Zaki (2020-2021)

Non confermati:
- Abū Ayyūb al-Maṣrī (1999−?)
- Ibn al-Shaykh al-Libi (2002−?2006)